# NEW ERA (SixTONESの曲)
「NEW ERA」（ニューエラ）は、SixTONESの楽曲。同グループの3枚目のシングルとして、Sony Music Labelsから2020年11月11日に発売された。

## リリース
表題曲「NEW ERA」は2020年10月から放送の読売テレビ・日本テレビ系のテレビアニメ『半妖の夜叉姫』のオープニングテーマで、前作「NAVIGATOR」に続き、2作連続のアニメタイアップとなった。MVは初の外ロケで、関東近郊の海岸と荒野で撮影された。
期間限定盤には、楽曲内のラップのリリックを田中が書いたカップリング曲「So Addicted」を収録。
通常盤には、2ndシングル表題曲「NAVIGATOR」がピアノトリオ・H ZETTRIOによってピアノジャズ調にリアレンジされた"H ZETTRIO Crossover Rearrange"が収録されている。

### プロモーション
2020年9月17日に本作のリリースとタイアップ情報が発表された。発表までの間はSixTONES公式インスタグラムでタイアップをほのめかす投稿がされていた。「NEW ERA」は10月3日放送の『半妖の夜叉姫』第1話のオンエアによって初解禁され、10月20日にMVを公開した。11月9日にはTBS系列『CDTVライブ!ライブ!』でフルサイズ披露された。
11月1日には「NAVIGATOR (H ZETTRIO Crossover Rearrange)」のVJ Movieを公開した。

### 特典
- 先着特典 - A5クリアファイル（対象店舗別の全4種）[12]

## 収録内容

### CD

#### 初回盤
1. NEW ERA [3:54]
作詞：Page Grace / Dr. Loui / Naoki Itai、作曲・編曲：Naoki Itai / MEG
  - 読売テレビ・日本テレビ系テレビアニメ『半妖の夜叉姫』オープニングテーマ
2. Life in color [3:55]
作詞：KAIKI / Carlos K.、作曲・編曲：Chris Meyer、アディショナルアレンジ：Naoki Itai

#### 期間限定盤
1. NEW ERA
2. So Addicted [3:47]
作詞・作曲・編曲：TSUGUMI / TOMOKO IDA、ラップ詞：Juri Tanaka
3. NEW ERA -TV edit- [1:32] 
  - 表題曲のテレビバージョン

#### 通常盤
1. NEW ERA
2. Lemonade [3:23]
作詞：Page Grace / Dr. Loui、作曲・編曲：Chris Meyer
3. NAVIGATOR (H ZETTRIO Crossover Rearrange) [4:07]
作詞：高木誠司、作曲：高木誠司 / 高慶“CO-K”卓史、編曲：H ZETTRIO
4. NEW ERA -Instrumental- [3:49]

### DVD

#### 初回盤
1. NEW ERA -Music Video-
2. NEW ERA -Music Video Making-
3. NEW ERA -Music Video Solo Angle-

#### 期間限定盤
1. NEW ERA -Live at Music Video Location Ver.-

## チャート成績
初週で44.6万枚を売り上げ、2020年11月23日付のオリコン週間シングルランキングで1位を獲得した。